# Marcus Svensson
Marcus Svensson (22 de março de 1990) é um atirador esportivo sueco, medalhista olímpico.

## Carreira

### Rio 2016
Marcus Svensson representou a Suécia nas Olimpíadas de 2016, na qual conquistou a medalha de prata, no skeet.